# 傅學禹
傅學禹（1614年7月10日—？），字榆谿，四川重慶府巴縣人，民籍，明末政治人物。

## 生平
崇禎十二年（1639年）己卯科四川鄉試第十一名舉人，十六年（1643年）中式癸未科會試第一百八十五名，三甲第二百二十八名進士。吏部觀政，授翰林院庶吉士，改選外任。李自成入燕，授偽職長安縣知縣，為天下笑。

## 家族
曾祖傅顯邦（誥封紹興府知府）；祖父傅寵（嘉靖四十四年進士，雲南按察使，入鄉賢）；父傅汝楫（庠生）。